# 毘沙門台
毘沙門台（びしゃもんだい）、あるいは毘沙門台団地（-だんち）は、広島県広島市安佐南区の町名・住宅地名。毘沙門台一丁目から四丁目と、毘沙門台東一丁目・二丁目がある。郵便番号は毘沙門台が731-0152（安佐南郵便局管区）・毘沙門台東が731-0151（安佐南郵便局管区）。当地域の人口は6,935人。

## 地理
毘沙門台は広島市中心部（紙屋町）から北へ約9km、同市安佐南区の権現山の山腹に開発された住宅団地。

## 歴史
1972年（昭和47年）10月、第一期工事が起工された。面積は503,951m2で区画数は1061区画。1974年（昭和49年）、同区域が分譲され、現在の広島市毘沙門台1丁目、2丁目となる。地名の毘沙門台は、住宅団地を開発した広島電鉄の不動産事業が命名した。第一期工事区域の完成と同年の1976年（昭和51年）4月、第二期工事が起工される。面積は375,918m2で941区画で、現在の広島市毘沙門台3丁目、4丁目となる。1980年（昭和55年）広島市が政令指定都市に指定され広島市安佐南区となり、安佐南区の発展に伴い、1986年（昭和61年）第三期工事が起工される。面積は228,536m2で490区画。この区域（第三期）が広島市安佐南区毘沙門台東となる。

## 交通

### 新交通システム
広島高速交通広島新交通1号線（アストラムライン） 毘沙門台駅が団地の南にある。

### JR線
JR可部線大町駅及び緑井駅まで徒歩20～30分程度である。

### バス
広島電鉄により開発された団地であるが、広島交通毘沙門台・サンハイツ線が走っている。

### 道路
団地の南方に広島県道38号広島豊平線が東西に走っている。

## 施設

### 学校
- 広島市立毘沙門台小学校
- 広島県立安古市高等学校